# آرث هوتمان
آرث هوتمان (بالإنجليزية: Art Houtteman)‏ (و. 1927 – 2003 م) هو لاعب كرة قاعدة  أمريكي، ولد في ديترويت، مركز لعبه هو مرسل الكرة ‏، توفي في روتشستر هيلز، عن عمر يناهز 76 عاماً، بسبب نوبة قلبية.

## التعليم
تعلم في Detroit Catholic Central High School ‏
.

## الخدمة العسكرية
خدم في القوات البرية للولايات المتحدة.